# Museo Arqueológico de Siros
El Museo Arqueológico de Siros es uno de los museos de Grecia. Se encuentra ubicado en Ermúpoli, la capital de Siros, una isla del archipiélago de las Cícladas.
Fue fundado en 1834, por lo que se trata de uno de los museos más antiguos de Grecia. Desde 1899 la colección de este museo se expone en el edificio del ayuntamiento, en cuatro salas.
Entre los objetos más destacados que se encuentran en el museo hay herramientas, hojas de obsidiana, recipientes y figurillas del periodo cicládico antiguo, correspondientes al tercer milenio a. C., y procedentes del Yacimiento arqueológico de Jalandrianí-Kastrí (aunque una parte de los objetos aquí hallados fueron llevados al Museo Arqueológico Nacional de Atenas). También es destacable una estatuilla egipcia del siglo VIII a. C. Por otra parte, hay una serie de esculturas, inscripciones y estelas funerarias de épocas posteriores, sobre todo del periodo helenístico y de la época romana. Además, una sección del museo está dedicada al arqueólogo Christos Tsountas, que excavó en la isla a finales del siglo XIX.
|                                                                             |
| Figurilla cicládica femenina hallada en Jalandrianí (hacia 2700-2300 a. C.) |

|                                                             |
| Copas cicládicas halladas en Kastrí (hacia 2300-2200 a. C.) |

|                                                           |
| Jarra cicládica hallada en Kastrí (hacia 2300-2200 a. C.) |

|                                                                  |
| Parte de un altar de época romana con símbolos del culto a Isis. |